# Туризм у Малайзії
Мала́йзія (малай. Malaysia) — країна в Південно-Східній Азії, складається з двох частин, розділених Південнокитайським морем:
Західна Малайзія (або Материкова Малайзія) на Малайському півострові складається з 11 штатів і двох федеральних територій, межує з Таїландом на півночі і з Сінгапуром на півдні, до Сінгапуру веде дамба через протоку Джохор.
Східна Малайзія (острівна) складається з федеральної території Лабуан і двох штатів Сабах і Саравак, що займають північну частину острова Калімантан (Борнео). Ці штати межують з Індонезією — на півдні та з султанатом Бруней Даруссалам — на півночі.
На материку Малайзія має сухопутний кордон із Таїландом, а на Борнео — з Індонезією і Брунеєм. Малаккська протока відокремлює півострівну частину Малайзії від індонезійського острова Суматра. Острівна частина Малайзії на сході омивається морем Сулу, що відділяє країну від Філіппін.
Малайзія — член ООН, входить у Британську Співдружність націй, Асоціацію держав Південно-Східної Азії, а також в різні регіональні економічні групи і міжнародні ісламські організації.

## Загальна інформація
Колись Малайзія займала 9 місце у світі за кількістю туристів. У звіті про конкурентоспроможність подорожей і туризму за 2017 рік Малайзія посідає 25 місце серед 141 країни.
Прагнучи диверсифікувати економіку та зробити економіку Малайзії менш залежною від експорту, уряд сприяв розширенню туризму в Малайзії. У результаті туризм став третім за величиною джерелом надходжень в іноземній валюті в Малайзії і становив 7 % економіки Малайзії станом на 2005 рік .
Урядова установа, яка відповідає за просування туризму в Малайзії, — це Tourism Malaysia або Рада сприяння туризму Малайзії (MTPB). 20 травня 1987 року було створено Міністерство культури, мистецтва та туризму, і TDC перейшов до цього нового міністерства. TDC існувала з 1972 по 1992 рік, коли вона стала Радою сприяння туризму Малайзії через Закон про Раду сприяння туризму Малайзії 1992 року.
У 1999 році Малайзія запустила всесвітню маркетингову кампанію під назвою «Малайзія, справжня Азія», яка була значною мірою успішною та привела понад 7,4 мільйона туристів . Додатковий прибуток від туризму допоміг економіці країни під час економічної кризи 2008 року.

## Види туризму

### Лікувально-оздоровчий туризм
За даними Malaysia Healthcare Travel Council (MHTC), Малайзія прийняла 728 800 у 2012 році, 881 000 у 2013 році, 882 000 у 2014 році, 859 000 у 2015 році та 921 000 у 2016 році. Статистика медичного туризму в Малайзії базується на повідомлених цифрах усіх іноземних пацієнтів, які пройшли лікування в медичних закладах, схвалених Радою з охорони здоров'я Малайзії (MHTC). Ці цифри охоплюють усіх зареєстрованих пацієнтів із закордонним паспортом, які за замовчуванням також охоплюють експатріантів, мігрантів, бізнес-мандрівників і відпочиваючих, для яких турбота про здоров'я може не бути основним мотивом їхнього перебування. Кількість медичних закладів у Малайзії, схвалених Радою з питань охорони здоров'я Малайзії, з роками зросла. Відіграючи певну роль у збільшенні офіційних цифр щодо іноземних пацієнтів. Малайзія входить до 10 найкращих туристичних напрямків у світі за версією Patients Beyond Borders .
Більшість іноземних пацієнтів, які шукають лікування в Малайзії, є вихідцями з Індонезії, менша кількість іноземних пацієнтів прибуває з Індії, Сінгапуру, Японії, Австралії, Європи, США та Близького Сходу. До 2011 року індонезійці становили 57 % усіх іноземних пацієнтів у Малайзії, оскільки кількість пацієнтів інших національностей зростала.
Медичні страхові компанії в Сінгапурі нещодавно дозволили своїм страхувальникам лікуватися в Малайзії, де послуги дешевші, ніж у Сінгапурі.

### Екотуризм
Найстарішим і найпопулярнішим місцем екологічного туризму та відпочинку в Малайзії вважається парк Лейк Гарденс. Місцева назва — Таман Тасік Пердан. Розташований парк біля центральної частини міста Куала-Лумпур.
Тут при колоніальному ладі чиновники споруджували собі розкішні житла, а в даний час розташовуються найкращі готелі. Головною природною пам'яткою парку Лейк Гарденс вважають прекрасне озеро Тасік Пердана, оточене з усіх боків ландшафтом у чудовому оформленні. Загальна площа парку — 90 га.
Територія парку складається з різноманітних садів, які становлять інтерес для відвідувачів. Розкішний сад орхідей, облаштований у вигляді терас, налічує тисячу різновидів цих королівських рослин. Гібіскус — національна квітка Малайзії, що налічує велику кількість видів та сортів.

## Історико-архітектурні ресурси
Твін Тауерс в даний час — це дві найвищих будівлі в світі. Всередині будинків розташовані Філармонія Петронас, численні магазини. Вежі відкриті для відвідування туристами. Дві вежі, висотою 452 метри над рівнем моря, з'єднуються туристичної майданчиком — мостом на рівні 88 поверху.
Телевежа Менар — найвища в Азії (421 м) вежа відкрита в серпні 1996 року. Для відвідувачів є оглядовий майданчик і крутиться ресторан, звідки можна милуватися видом столиці і долини Кланг. Башта також працює за своїм прямим призначенням як ретранслятор.
Статуя Муругана — найбільша релігійна скульптура в світі. Висота покритої золотою фарбою статуї, яка уособлює індуїстського бога Муругана, становить 42,7 м. Скульптуру встановили біля підніжжя самого знаменитого індуїстського храму Малайзії в районі Бату-Кейвз.
Флагшток на площі Merdeka Square — найвищий флагшток у світі (100 метрів). Тут розвивається малайзійський прапор, його можна побачити майже через усе місто, особливо вночі, коли національний прапор знаходиться «під увагою» багатьох прожекторів.
Канатний міст — найдовші у світі підвісні канатні містки відкриті для туристів на території Екопарку в східному малайзійському штаті Саравак. Довжина унікальної стежки, що отримала назву Treetop Walk, становить 925 м. Вона проходить через джунглі на висоті 26 м. Одночасно на кладці можуть перебувати 30 осіб. Відвідувачі можуть спостерігати за дикими тиграми, слонами, ведмедями і оленями, а також за екзотичними птахами, в тому числі — за відомими птахами-носорогами. Всього, за підрахунками фахівців, на території заповідника мешкають понад 600 видів птахів, 288 різних ссавців, 140 різноманітних змій і більше 80 видів ящірок, що досягають у довжину трьох метрів.
Океанаріум "Підводний світ" — найбільший в Азії океанаріум. У ньому зібрано понад 5000 різних морських мешканців, і туристи можуть спостерігати їх у безпосередній близькості, проходячи по п'ятнадцятиметровому тунелю на дні. Глядачів від морських хижаків захищають 38 міліметрів загартованого, спеціально обробленого скла.
Фунікулер — з гори Пенанг висотою 830 метрів над рівнем моря, відкривається панорама острова і Джорджтауна. До цих пір працює найстаріший в Азії фунікулер, побудований по швейцарському проекту в 1923 році. Подорож до вершини займає 30 хвилин, в ході якого туристи можуть милуватися навколишніми пейзажем [4; 267—269].
Таким чином, багата історія Малайзії, а також високий рівень збереження історичних пам'ятників і навіть історичних міст створюють передумови для проведення не тільки пізнавальних турів загального профілю, але і тематичних історичних турів.

## Свята і фестивалі Малайзії

### Свята
Європейський Новий рік. Широко святкується скрізь, крім штатів, де основне населення складають мусульмани (Джохор, Келантан, Кедах, Перліс, Тренгану).
Тхайпусам. Неробочий день у штатах Пінанг, Негрі-Сембілан, Перак, Селангор, де проживає велика кількість індійців. Це найяскравіше індійське свято. З особливою пишнотою відзначається в Куала-Лумпурі. Тхайпусам перш за все — свято тамільське. Інші індійці якщо не розглядають його як єретичний, то, щонайменше, ставляться до нього трохи насторожено, бо Шива створив людське тіло як храм душі, і тому терзати його — гріх. Присвячений Субрахману, синові Шиви, це свято в Індії заборонено, але, як у давнину, наголошується в Малайзії та Сінгапурі.
Китайський Новий рік. Офіційно свято триває два неробочих дні, але насправді він триває 15 днів і є, по суті, щорічним відпусткою для більшості китайців.
Весак (травень). Це найголовніше свято в будійському календарі, оскільки він відзначає народження, прозріння і смерть Будди. У цей день прийнято випускати голубів з кліток і давати пожертви ченцям.
Свято Кааматан в Сабах (травень 1-31). Каамантан, або свято врожаю, наголошується племенами на знак подяки богам за рясний врожай. Під час свята влаштовуються конкурси краси, танців, проводяться ритуальні обряди. Кульмінацією свята стає церемонія подяки богів, відбувається Верховною жрицею.
Свято Нефритового імператора (9 перших днів нового року). Бог Владика Небес, що чинить суд над померлими і отримує від богині Вогнища щорічний звіт, не створений з нефриту, а лише мешкає на Нефритовий горі, що стоїть посеред блакитного Раю.
Хари-Рая-Пуссі — останній день рамадана (неробочий), свято закінчення посту. Мусульмани його відзначають у домашньому колі.
День Бога-мавпи 26 липня. Свято св. Анни в Пінанг. Дивно, наскільки багато християнських свят в мусульманській, «нетерпимою», країні, у той час як їх практично немає в країнах буддійських, «віротерпимої». Протягом дев'яти днів служаться меси в церкві св. Анни в Букіт-Мертаджаме. Нічне хода зі свічками відбувається 26 і 29 числа.
Святкування голодних примар — це китайське свято триває весь сьомий місяць за місячним календарем.
День народження пророка Магомета — вихідний день, читання Корану в мечетях.
Діпавалі (Шлях Світла) — останнє індуїстське свято в році. На цьому зупиняються. Їм відзначається наступ чергового індуського року. Індійці бажають один одному «хеппі Діпавалі». Протягом цілого місяця висвітлюється все і всілякими засобами. У будинках горять невеликі масляні лампади, «Вікка», як символ перемоги світла над темрявою, добра над злом і Крішни над тираном Наракасурой. Лакшмі, богиня багатства і дружина Вішни, спускається на землю. Час умилостивити її, щоб вона обсипала вас рупіями.
Свято місячних коржиків і свято ліхтариків — по суті, це одне і те ж свято, але його виникнення пояснюється по-різному. Свято місячних коржів — суто патріотичне. Існує легенда: один цар, тиран і гнобитель власного народу, наказав приготувати для себе напій безсмертя. Його дружина дуже любила своїх підданих і вирішила цей еліксир знищити, за чим і застав її чоловік. Цариці не залишилося нічого іншого, як випити напій і полетіти на Місяць. З тих пір планета випромінює на людський світ її милосердя. На честь жалісливої цариці народ їсть місячні коржі, які гарні на смак і продаються на кожному розі. За іншим переказом, злий дракон захотів з'їсти світло. Тоді батьки роздали дітям ліхтарики, і чудовисько, не знаючи, з якого світильника почати, прийшло у відчай і померло. Що б там не було, маються на надлишки і коржики, що нагадують собою Місяць, і різноманітні ліхтарики, хоча ніхто добре не знає причини їх появи.

### Фестивалі
Невід'ємною частиною свят є фестивалі, які відрізняються своєю яскравість, колоритністю та неповторністю.
Фестиваль квітів (липень). Щороку в липні проводиться барвистий фестиваль, під час якого міста буквально захльостує море квітів. У готелях і торгових комплексах проводяться конкурси на краще квіткове оформлення.
Фестиваль Малайзії (вересень). Щороку у вересні Малайзія широко відзначають свій фестиваль, що триває два тижні. Проводиться він в [Куала-Лумпурі]], і беруть участь у ньому всі 13 штатів країни.
Фестиваль "Мункейк" (вересень). Це свято відзначається малайзійським китайцями в пам'ять перемоги Китаю над монголами під час правління Юаньської династії.